# يو إس إس كيثيرا (پي واي-31)
كانت السفينة يو إس إس كيثيرا الثانية (پي واي-31) عبارة عن سفينة دورية تابعة للبحرية الأمريكية خدمت من 1942 إلى 1944 وكانت في الخدمة دون تكليفها من 1944 إلى 1946. كما خدمت في البحرية الإسرائيلية باسم آخي ماعوز (ك-24) من 1948 إلى 1956.
بالإضافة إلى خدمتها البحرية، عملت كسفينة مخترقة للحصار [الإنجليزية] باسم بن هيخت لتهريب اللاجئين اليهود إلى فلسطين الانتدابية، ويخت مدني تحت أسماء مختلفة، وكعبّارة في إيطاليا.

## وصلات خارجية
- Motor Yacht ARGOSSY – Krupp Germania Werft – 71.5m – 1931 (photos at theyachtphoto.com)
- USS Cythera (PY-31)